# Wilhelm Ericson
Carl Wilhelm Ericson, född 1 oktober 1879 i Högsby socken, död där 11 augusti 1935, var en svensk tidningsman.
Wilhelm Ericson var son till handlaren Samuel Ericson. Efter mogenhetsexamen i Växjö 1899 och studier vid Uppsala universitet 1901-1902 var han medarbetare i Smålandsposten, Helsingborgs-Posten Skåne-Halland, Helsingborgs Dagblad, Malmö-tidningen och Vårt Land, innan han 1908 anställdes vid Stockholms Dagblad. Sedan han 1915–1921 varit huvudredaktör för Nya Wermlands-Tidningen var han 1921–1926 redaktör för Stockholms Dagblad och därefter tidningens politiska huvudredaktör fram till dess uppgående i Stockholms-Tidningen. Under sina sista år var han medarbetare i Stockholms-Tidningen, Stockholms Dagblad och i Aftonbladet. Ericson blev även känd som författare av flera politiska broschyrer, bland annat Dyrtid och krisstämning i Norge av Karl Ådalsson (1917) och Staten – misshushållaren och 'mönsterarbetsgivaren' av Carolus Smolandicus (1922).